# Srednje Bitnje
Srednje Bitnje is een plaats in Slovenië en maakt deel uit van de gemeente Kranj in de NUTS-3-regio Gorenjska. De plaats telde 664 inwoners op 1 januari 2020.